# Abd-Al·lah ibn Tàhir
Abd-Al·lah ibn Tàhir (àrab: عبد الله بن طاهر, ʿAbd Allāh b. Ṭāhir) (Nixapur, c. 798 - 26 de novembre del 844) fou un poeta, general i funcionari abbàssida governador hereditari del Khorasan (828-844). Pertanyia a la dinastia tahírida, d'origen persa i mawla, i client del governador de Sistan Talha ibn Abd-Al·lah al-Khuzaí. Era fill de Tàhir ibn al-Hussayn, el fundador de la dinastia tahírida amb capital a Nixapur. Fou un mecenes i protector de la literatura i la cultura. Disposava d'un grau palau a Bagdad que era la seu dels governadors de la ciutat, càrrec que per força temps va romandre en mans de membres de la família tahírida.
Durant el govern del seu pare el va acompanyar a la campanya a al-Jazira contra Nasr ibn Xabath al-Uqaylí, partidari d'al-Amín. El 821 el seu pare va ser enviat al Khurasan i el califa al-Mamun va nomenar governador al fill per dirigir la regió entre Rakka i Egipte i li va donar tanmateix el comandament de l'exèrcit que combatia contra Nasr ben Shabath, el partidari d'Al-Amín. Va obligar a Nasr a sotmetre's el 825 i el 826/827 va anar a Egipte on els refugiats andalusos dirigits per l'aventurer Abd-Al·lah ibn as-Sarí, provocaven agitació i havien establert la República d'Alexandria. Es va apoderar dels seus caps, aconseguint restablir l'ordre. Els assetjats van obtenir l'aman i van poder sortir de la ciutat sans i estalvis amb la condició de no emportar-se cap esclau ni cap egipci i de no entrar en cap país musulmà. Els expulsats es van dirigir a Creta i la van conquerir el mateix 827 o al 828 i van establir l'Emirat de Creta.
Després va anar al Jibal per aixecar tropes per combatre a Babak el khurramita i essent allí es va assabentar de la mort del seu germà Talha ibn Tàhir governador del Khorasan (828). El Califa li va encarregar d'assolir la successió del seu germà, però no en va prendre possessió; i el 829 va dirigir una campanya a l'Azerbaidjan contra Babak i els khurramites, però al-Mamun li va ordenar tornar al Khorasan per lluitar contra els kharigites de la província. Llavors va prendre formal possessió del govern a Nixapur (830). El nou califa al-Mu'tasim (833-842) no el volia com a governador però el va acabar confirmant.
Des de llavors va tenir un govern molt encertat. Destaca la regulació de la utilització de l'aigua que era un problema pels pagesos. La seva tasca principal fou donar suport als seus vassalls els samànides de Transoxiana, i mantenir l'ortodòxia sunnita contra els xiïtes al nord d'Iran.
Sota el califa al-Mútassim, va sufocar la revolta del pretendent alida Muhàmmad ibn al-Qàssim (834-835) a Guzgan. El 224 de l'hègira (838-839) es va enfrontar a la revolta al Mazanderan (que era part del govern de Khorasan) de l'isbahbad Mazyar ibn Karin ibn Wandadhurmuz, instigada per al-Afxín Khaydhar, i que volia tractar directament amb el califa, al qual finalment va capturar i el va enviar a l'Iraq per ser executat. Segons Gardizi el califa l'odiava i va intentar enverinar-lo però l'esclau encarregat va revelar el complot que va fracassar, però de les dades conegudes no es detecta cap enemistat entre el Califa al-Mutasim i Abd Allah ibn Tahir.
Va morir el 845 i el va succeir el seu fill Tàhir ibn Abd-Al·lah.